# Maria Bitschanowa
Maria Bitschanowa (zm. 1945 w Kadłubiskach) – polska nauczycielka, Sprawiedliwa wśród Narodów Świata.

## Życiorys
W trakcie II wojny światowej Maria Bitschanowa mieszkała w miejscowości Kadłubiska (wówczas dystrykt Galicja, dziś Ukraina). Była wdową, właścicielką niewielkiego majątku. Pracowała jako nauczycielka i działaczka społeczna. Ukrywała zaprzyjaźnioną żydowską rodzinę lekarza Chaima Weissa i jego żonę Rywkę oraz córkę Hadassa Esterę (po mężu Natan). Przebywali u Bitschanowej od lutego 1942 roku. Kobieta przygotowała dla nich kryjówkę zamaskowaną dywanem pod obluzowanymi deskami, pod łóżkiem. Jej posiadłość, oddalona w pewnej odległości od wioski i leżąca na wzgórzu, stanowiła wyśmienity punkt obserwacyjny, z którego widać było nadciągające zagrożenie - Niemców lub nacjonalistów ukraińskich. Udało jej się zmylić miejscowego duchownego, który próbował namówić ją do przekazania żydowskiej rodziny gdzie indziej. Bitschanowa, wyczuwając podstęp, stanowczo zaprzeczyła, że ukrywa jakichkolwiek Żydów. Jedyną osobą wtajemniczoną w cały proceder ukrycia rodziny była jej ukraińska służąca, Zofia Buhaj. Bitschanowa ukrywała rodzinę Weissa aż do zajęcia jej miejscowości przez Armię Czerwoną latem 1944 roku. 
Kiedy wyszło na jaw, że ukrywała Żydów w swoim majątku, banda ukraińskich nacjonalistów włamała się do posiadłości, wymachując widłami, nożami i kijami. Bitschanowa, gdy ich zobaczyła, dostała zawału i zmarła na miejscu. Napastnicy zrównali jej mieszkanie z ziemią, aby zatrzeć ślady "zdrajczyni" ukrywającej Żydów. 
Po emigracji do Izraela, Hadassa Estera opublikowała książkę pt. Wiśniowe drzewo z następującą dedykacją: Pamięci Marii Bitschan, wielkodusznej dobrodziejce i jej ukraińskiej służącej Zofii Buhaj, które ocaliły mnie przed zagładą. 
5 listopada 1991 r. Instytut Jad Waszem uhonorował Marię Bitschanową oraz Zofię Buhaj medalami Sprawiedliwy wśród Narodów Świata. 